# District d'Érd
Le district d'Érd (en hongrois : Érdi járás) est un des 18 districts du comitat de Pest en Hongrie. Créé en 2013, il compte 117 304 habitants et rassemble 7 localités : 3 communes et 4 villes dont Érd, son chef-lieu.

## Localités
- Diósd
- Érd
- Pusztazámor
- Sóskút
- Százhalombatta
- Tárnok
- Törökbálint